# Calangianus
Calangianus (sardisk: Caragnàni, Calanzànos) er en by og en kommune (comune) i provinsen Sassari i regionen Sardinien i Italien. Byen ligger i 518 meters højde og har 4.121 indbyggere (2016). Kommunen har et areal på 126,35 km² og grænser til kommunerne Berchidda, Luras, Monti, Sant'Antonio di Gallura, Telti og Tempio Pausania.